# Бруно Гільдебранд
Бруно Гільдебранд (нім. Bruno Hildebrand; 6 березня 1812, м. Наумбург (Заале), Німеччина — 29 січня 1878, м. Єна) — німецький економіст та статистик, один з основних представників старої німецької історичної школи економіки. А також був членом-кореспондентом Петербурзької академії наук.

## Біографія

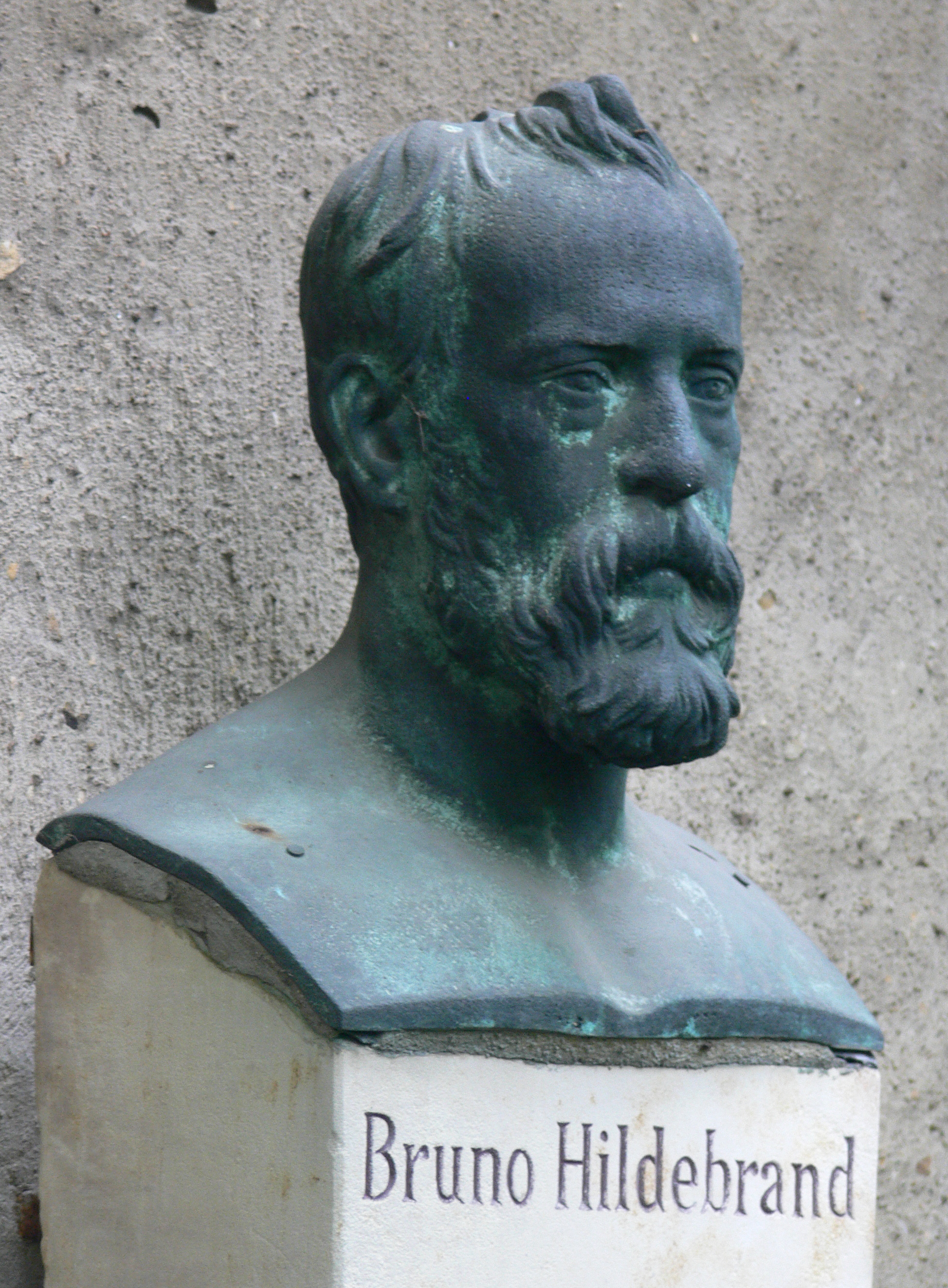
Пам'ятник Бруно Гільдебранду

На початку своєї наукової кар'єри працював професором у Вроцлаві, а потім в Марбурзі. Наполегливість, з якою Гільдебранд, особливо під час перебування на посаді проректора, захищав права цього університету, накликала на нього немилість Гессен-Кассельського уряду. За статтю, що з'явилася в 1846 році в німецькій «Лондонської газеті», Гільдебранд був притягнутий в Марбурзі до суду за звинуваченням в образі його величності і позбавлений всіх академічних посад. Тільки в 1848 році Гільдебранд був виправданий і тоді ж обраний у Франкфуртські національні збори.
Взимку 1849-50 років Гільдебранд був обраний в кургессенський ландтаг. Після повернення Гассенпфлугу в міністерство, він виступив одним з найбільш рішучих його противників. З 1851 по 1861 роки Гільдебранд був професором в Цюріху і Берні, де заснував перше швейцарське статистичне бюро. У Швейцарії Гільдебранд заснував залізничну компанію Swiss Northeastern Railway. Участь в економічному житті Швейцарії викликала таку полеміку проти нього, що він змушений був переселитися в Німеччину, де отримав кафедру в Єні. Тут він став директором заснованого ним же центрального статистичного бюро Тюрингії. У 1863 році заснував журнал  Jahrbücher für Nationalökonomie und Statistik.

## Погляди
Гільдебранд відомий своєю різкою критикою класичної економічної теорії, особливо, робіт Давида Рікардо. У своїй головній роботі «Політична економія сьогодення і майбутнього» (нім. Die Nationalökonomie der Gegenwart und Zukunft) він спробував описати існуючі економічні закони. На його думку, економічний розвиток має лінійний нециклічний характер. Запропонована ним схема розвитку людства, яка полягала в розподілі економічного розвитку суспільства на три стадії: натуральне, грошове і кредитне господарство, виходила з мінової концепції і ігнорувала характер власності на засоби виробництва, яка визначає соціальну природу економічних формацій і класову структуру суспільства. Також виступав проти марксизму, заперечуючи факт капіталістичної експлуатації і захищав приватну власність, виправдовував соціальну нерівність, стверджуючи, що соціалізм несе рівність на шкоду свободі.

## Родина
Його сини — скульптор Адольф фон Гільдебранд і лікар Отто, дочка — Аурелія, онук — католицький філософ Дітріх фон Гільдебранд. Миклухо-Маклай Микола Миколайович був знайомий з Бруно Гільдебрандом і листувався з Аурелією.

## Основні роботи
- Die Nationalökonomie der Gegenwart und Zukunft. Frankfurt/Main 1848
- Историческое обозрение политико-экономических систем / Перевод под ред. В. Безобразова. — СПб., 1861. — 209 с.
- Политическая экономия настоящего и будущего. / Перевод М. П. Щепкина. — Либроком, 2012. — 296 с. (Язык издания: старорусский, русский)
- Die kurhessische Finanzverwaltung. Kassel 1850.
- Statistische Mitteilungen über die volkswirtschaftlichen Zustände Kurhessens. Berlin 1853.
- Beiträge zur Statistik des Kantons Bern, Bd. 1. Bern 1860.